# Jamar Wilson
Jamar J. Wilson (Bronx, 22 febbraio 1984) è un ex cestista statunitense con cittadinanza finlandese. Ha giocato nel ruolo di playmaker.

## Carriera
Dopo aver sviluppato la sua carriera universitaria all’University at Albany (2002–2007), dove è diventato il miglior marcatore nella storia del college e due volte miglior giocatore della America East Conference, Wilson ha intrapreso una lunga carriera professionistica in Europa e Oceania. Ha militato in club di Belgio, Finlandia, Australia (Cairns Taipans, Adelaide 36ers), Francia, Serbia (Partizan Belgrado), Spagna (Estudiantes), Lituania (Lietkabelis), e ha concluso la carriera nel 2022 con il Boulazac in Francia. 
Naturalizzato finlandese, ha esordito con la nazionale della Finlandia il 1º agosto 2015 contro la Francia. Ha disputato due edizioni dei Campionati europei, nel 2015 (media 12 punti a partita) e nel 2017 (6,3 punti di media).

### Vita dopo il ritiro
Conclusa la carriera da giocatore, Wilson si è stabilito in Finlandia, dove si è dedicato all’attività di allenatore giovanile e ha collaborato con progetti FIBA in ambito di leadership e mentoring.